# Панджосійобі-Боло
Панджосійо́бі-Боло́ (тадж. Панҷосиёби боло) — село у складі Хатлонської області Таджикистану. Входить до складу Зарбдорського джамоату Кулобського району.
Назва означає верхній Панджосійоб, останнє означає п'ять млинів. Колишня назва Бештегерман, сучасна назва — з 3 грудня 2012 року.
Населення — 1622 особи (2010; 1927 в 2009, 1455 осіб в 1976).
Національний склад станом на 1976 рік — таджики.
Через село проходять автошлях Р-23 Ґулістон-Кулоб та залізниця Кургонтеппа-Кулоб.